# Château de Rouillon
 (avril 2024).
Si vous disposez d'ouvrages ou d'articles de référence ou si vous connaissez des sites web de qualité traitant du thème abordé ici, merci de compléter l'article en donnant les références utiles à sa vérifiabilité et en les liant à la section « Notes et références ».
Le château de Rouillon est un édifice du XVIe siècle à Chartrettes, en France.

## Situation et accès
L'édifice est situé dans l'avenue du Général-de-Gaulle, aux abords de la Seine, à l'est de Chartrettes. Plus largement, il se trouve dans le département de Seine-et-Marne, en région Île-de-France.

## Historique
Construit en 1595, il est la reproduction d'un pavillon du quartier Henri IV du château de Fontainebleau. Gabrielle d'Estrées, favorite du roi Henri IV, y aurait séjourné peu avant sa mort (1599).

En 1834, le Baron Allouis fit construire un lavoir en contrepartie du captage de la source de la Chevalerie pour alimenter le château en « eau courante ». 

Le château de Rouillon a appartenu à Léon Franchetti, commandant des éclaireurs à cheval de la Seine, mort à la bataille de Champigny le 2 décembre 1870.
En 1927, il appartient à la chanteuse d'opérettes Marie-Louise Cébron-Norbens.
Propriété privée, le château est aujourd'hui aménagé en « chambres d'hôtes », depuis 2001.
Le château de Rouillon et la commune de Chartrettes sont évoqués dans le livre de Joël Van der Elst Une Impériale Imposture, p.22 à 24 (Éditions Cabedita). 

Le village vécut pendant la Révolution française des moments difficiles. Après la confiscation des biens des seigneurs émigrés et le morcellement des terres du château de Massoury qui appartenait au roi de France ; une nuit de 1793, l'abbé Lejeune subtilisa les restes du roi Louis VII et les cacha dans l'église de Chartrettes au péril de sa vie, pour éviter qu'ils ne soient profanés.
Le château est la propriété de Pierre & Eric d'Allest.

## Représentations culturelles
Le bâtiment a été exploité comme décor pour le cinéma et pour la publicité.[réf. nécessaire]